# Társadalmi jövőképesség

A társadalmi jövőképesség egy társadalmi entitás – ország, város, szervezet, család – olyan jellemzője, amely kifejezi potenciálját, rátermettségét és alkalmasságát arra, hogy jövőbeli változásokat értelmezzen, befolyásoljon és idézzen elő, és hogy felkészüljön azok stratégiai kezelésére. 

## A társadalmi jövőképesség fogalma
Összetett, többelemű fogalom. A társadalmi jövőképesség megmutatja, hogy a társadalmi entitások milyen mértékben képesek értelmezni a világ folyamatait, biztosítani fennmaradásukat, vagyis megszervezni magukat: végső soron hatást gyakorolni a jövőjükre, irányítani a sorsukat, beleértve a változások kezelésének reaktív, aktív és proaktív képességét.
A társadalmi jövőképesség vizsgálati fókuszában a társadalmi egységesülések állnak, amelyek a következők:
- Alapegységek – családi és a szorosan összefonódó, tartós, születésen vagy erős elköteleződésen alapuló entitások
- Polgári egyesületek – alapítványok, jótékonysági és önkéntes szervezetek
- Közösségi és üzleti szervezetek – üzleti vállalkozások, vállalatok, szakszervezetek, lobbi szervezetek, nemzetközi ügynökségek, városok
- Politikai közösségek – törzsek, országok, nemzetek, civilizációk

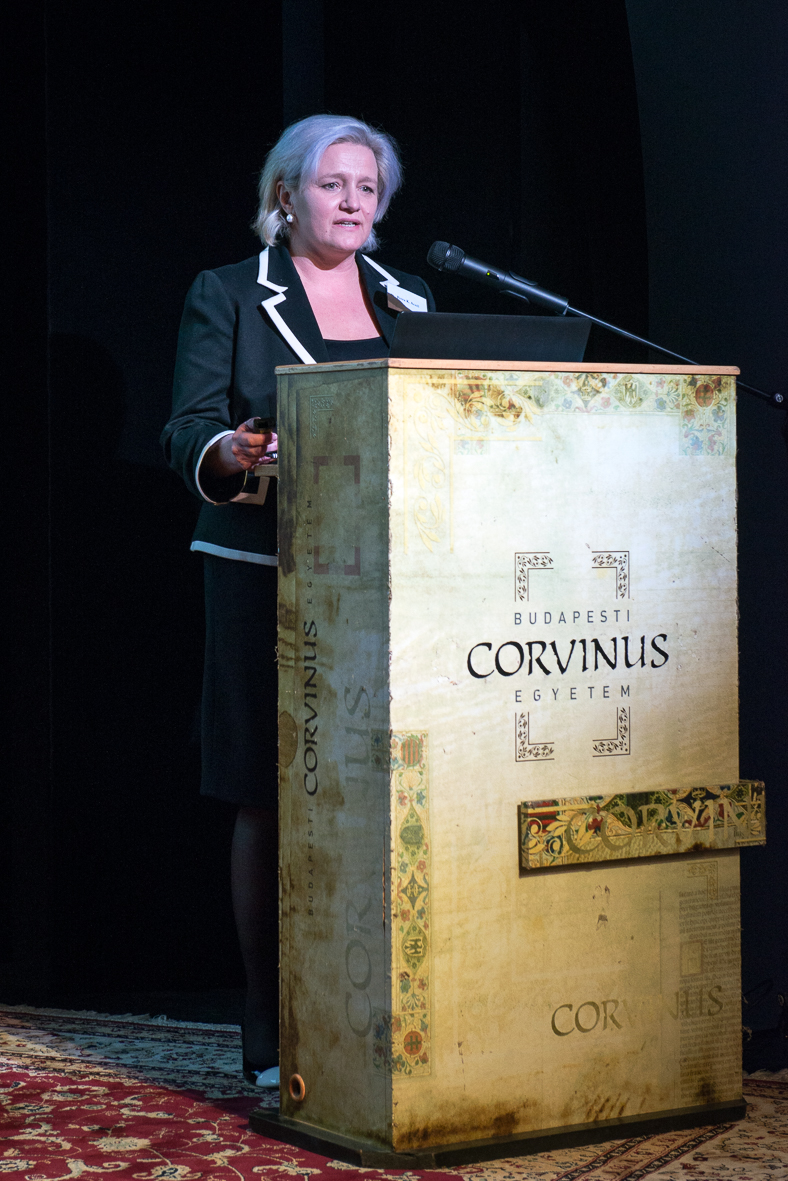
A Kutatóközpont vezetője, Prof. Dr. Aczél Petra előadást tart a Központ nemzetközi konferenciáján. 2018. 03. 23., Budapest

## A társadalmi jövőképesség feltételei
A tetszőleges társadalmi entitás jövőképességének konjunktív (együttes) szükséges feltétele, hogy 
- legyen öntudata
- képes legyen meghatározni önmagát
- képes legyen funkcionálisan működni (funkcionális „jóság”)
- képes legyen önmagát tartósan fenntartani és továbbörökíteni
- képes a mindenkori jövőben várható környezetét és működését befolyásoló – stratégiai jövőképen alapuló – cselekvésre, önszervezésre, illetve cselekvésmódok megszervezésére felkészülni
- képes biztosítani tagjai számára az élni érdemes életet (szubsztantív „jóság” a normatív sztenderdek alapján: béke és biztonság, kötődés, gondoskodás, megelégedettség)

Tetszőleges társadalmi entitás jövőképességének diszjunktív (alternatív) elégséges feltétele, hogy képes legyen
- változások előidézésére
- felkészülni a várható változások befolyásolására

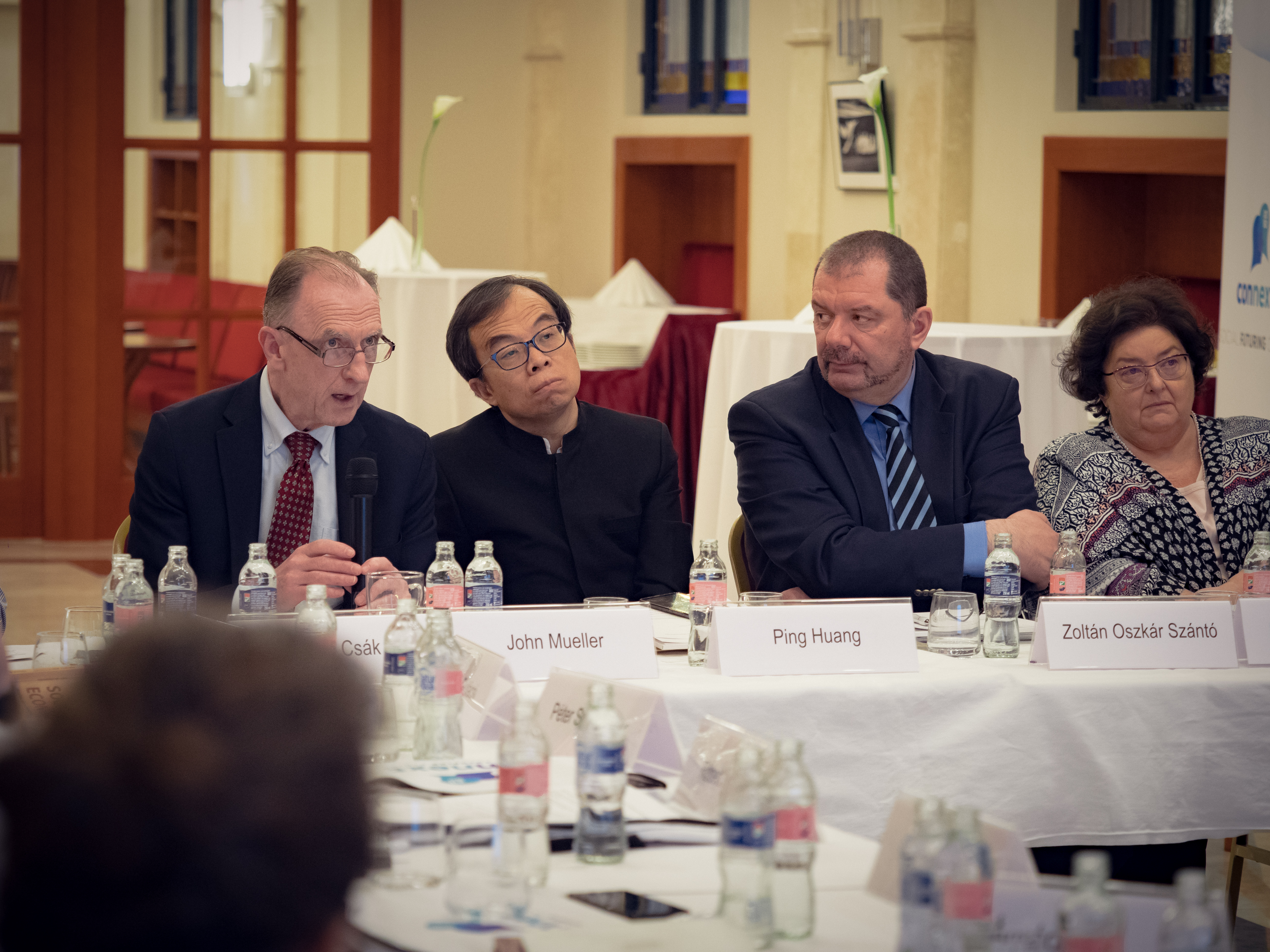
A Kutatóközpont nemzetközi workshopja 2019. 02. 28., Budapest

- felkészülni a várható változásokban rejlő korlátok semlegesítésére, lehetőségek kiaknázására
- felkészülni a várható változásokkal járó kockázatok kezelésére (Szántó 2018) [2]

## A társadalmi jövőképesség alapformái
A társadalmi jövőképességnek három formája van:
- Proaktív: ha a társadalmi entitások a mindenkori jövőben várható változások értelmezésére, előidézésére és kibontakozásuk előmozdítására törekszenek, valamint a befolyásolásukra készülnek fel.
- Aktív: ha a társadalmi entitások lehetséges megjelenési módjai (ágensei) a jövőbeli változásokban rejlő korlátok semlegesítésére és/vagy kedvező lehetőségek kiaknázására készülnek fel.
- Reaktív: ha a társadalmi entitások a mindenkori változásokat kísérő kockázatok kezelésére törekszenek

## A társadalmi jövőképesség kutatása Magyarországon
A társadalmi jövőképesség tudományterületét a Társadalmi Jövőképesség Kutatóközpont (Social Futuring Center, SFC) hozta létre. Az SFC 2017 februárjában alakult meg a Budapesti Corvinus Egyetemen azzal a céllal, hogy a ConNext 2050 projektben a jövőképesség fogalmát, értelmezését és mérési kereteit megalkossa. Az SFC a projekt keretében dolgozza ki és teszteli a Társadalmi Jövőképesség Indexet (Social Futuring Index, SFI). Az SFC multidiszciplináris; többek között a filozófia, a szociológia, a pszichológia, a közgazdaságtan, a politikatudomány, az informatika, a jövőkutatás, a demográfia, a környezettudomány nézőpontjait és eredményeit is hasznosítja (Aczél, 2018).

## A társadalmi jövőképesség mérése – Társadalmi Jövőképesség Index (SFI)

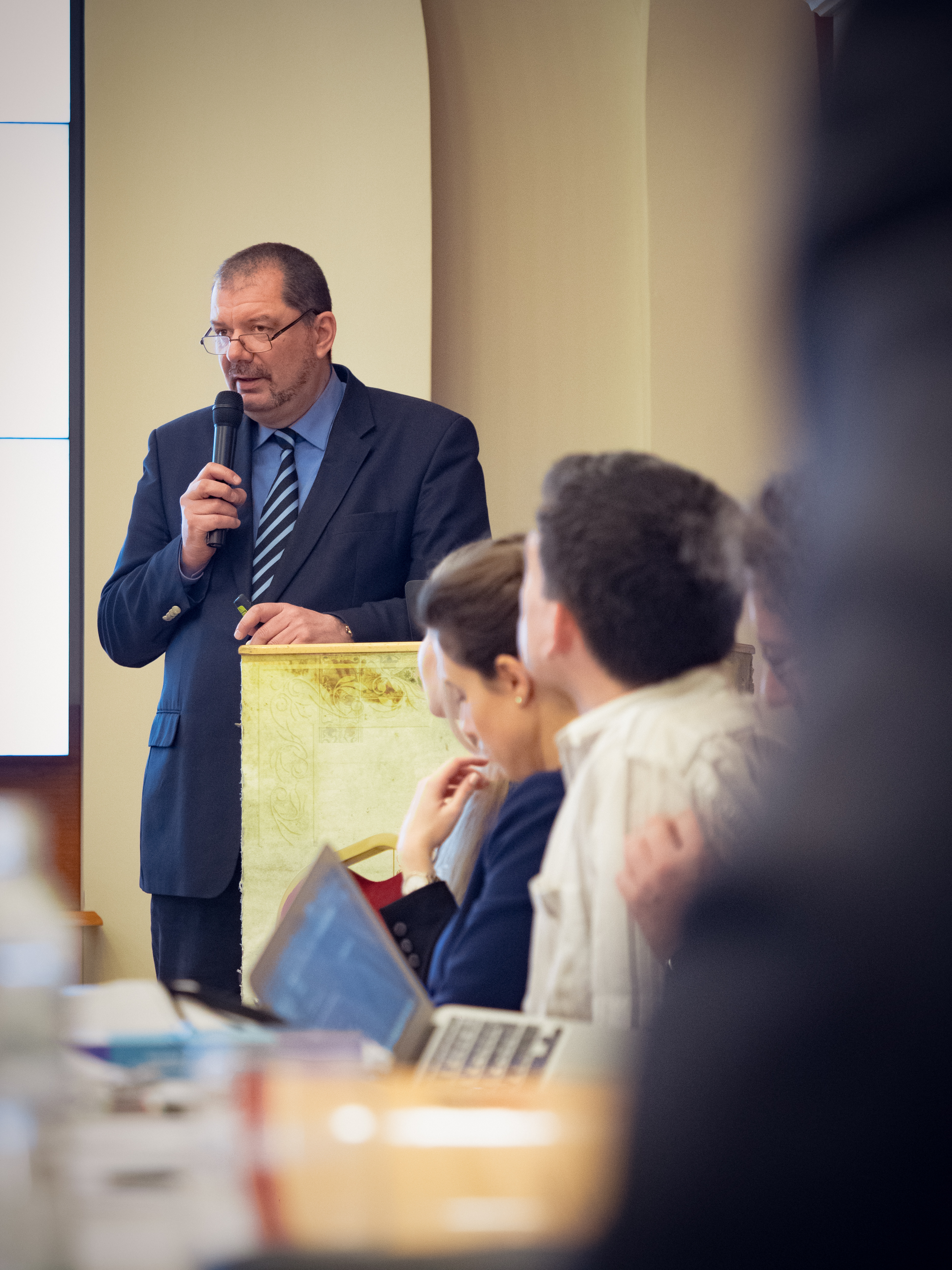
A Kutatóközpont vezető kutatója, Prof. Dr. Szántó Zoltán Oszkár előadása, Nemzetközi workshop, 2019.02.28., Budapest

Az SFI a társadalmi entitások (országok, városok, vállalatok) azon képességét és felkészültségét méri, amellyel képesek kezelni a változásokat, megőrizni életük rendjét és formálni jövőjüket.
Az SFI azon tényezőket összegzi, amelyek a „jó élet” vagy „élni érdemes élet” alkotóelemeihez és azok megteremtéséhez járulnak hozzá. Az „élni érdemes élet” négy normatív sztenderd mentén határozható meg, ezek pedig a következő hierarchikus sorrendet követik (Csák, 2018):
- Béke és biztonság

Védett és biztonságos környezet biztosítása, a technológia megbízható működése és elvárt funkcióinak teljesítése, az igazságos és működőképes rend egységének kialakítása és megtartása.
- Kötődés

A hazához való kötődés (hazaszeretet), kapcsolódás más emberekhez, családhoz és közösségekhez a valós vagy a virtuális világban, kulturális és spirituális kötődés (hitrendszer).
- Gondoskodás (anyagi gyarapodás és szabadság)

Különböző típusú erőforrások, a humán és társadalmi tőke formái, valamint a szellemi gyarapodás és műveltség szintjei.
- Megelégedettség

Az az életfelfogás, amely támogatja az alkotóerőt, az egymás iránti bizalmat, összetartja a társadalom szöveteit és ösztönzi az egyéni és közösségi képességek kibontakozását.
Az SFI továbbá négy pillért jelöl ki a mérés számára és ezeket a pilléreket a társadalmi jövőképesség normatív sztenderdjei szerint értelmezi, amelyekhez statisztikai indikátorokat rendel. A pillérek azokat a kulcsterületeket ragadják meg, amelyek befolyásolják egy adott ország képességét arra, hogy célokat tűzzön ki, megszervezze önmagát sajátos életmódjának és életvilágának megőrzése és újratermelése érdekében. A pillérek a következők: 
- Ökológia és geopolitika

Földrajzi helyzet, éghajlat, természeti erőforrások, a politikai közösség jellemzői.
- Technológia

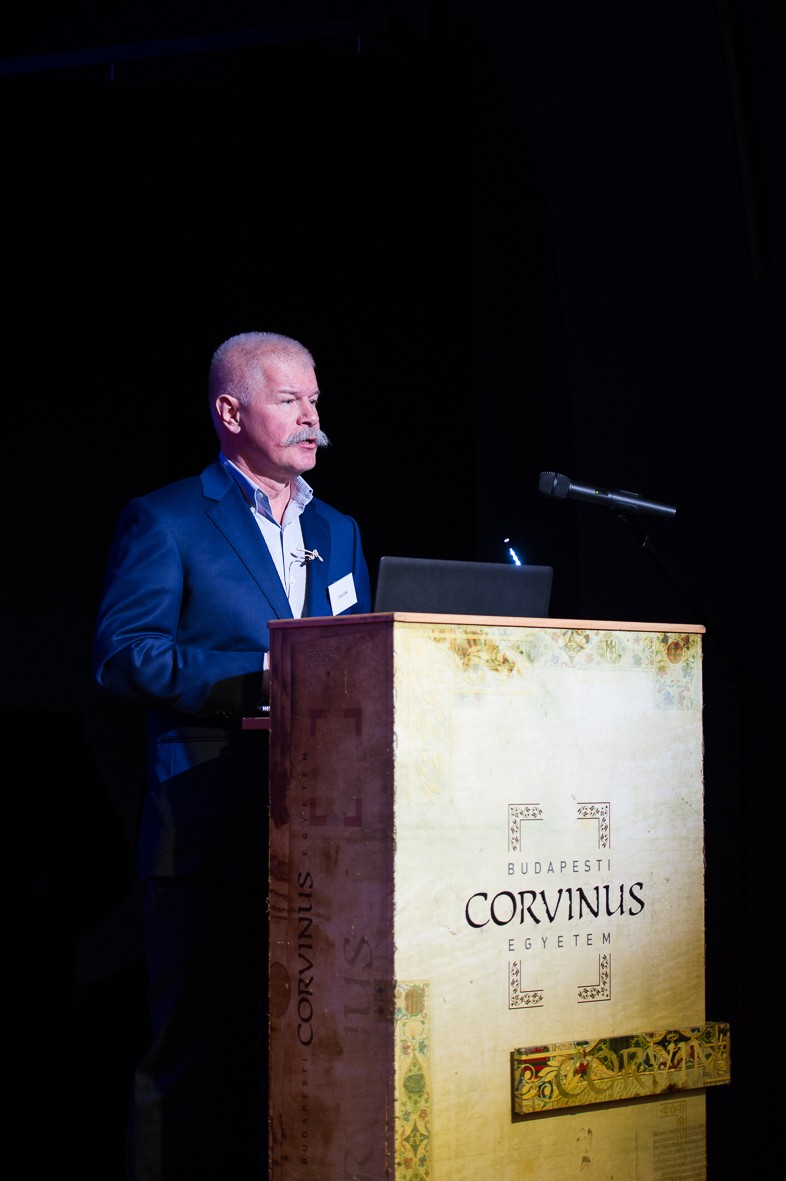
A ConNext 2050 projekt vezetője, Csák János előadást tart a Központ nemzetközi konferenciáján. 2018. 03. 23., Budapest

Információtechnológia, közösségi és digitális hálózatok, az alapvető, fejlett és high technológiák, robotizáció, mesterséges intelligencia.
- Szocio-ökonómia

Demográfiai folyamatok, család, városiasodás, társadalmi mobilitás, gazdasági versenyképesség és munkaerőpiac, emberi és társadalmi tőke, oktatás, egészségügy, sport.
- Kultúra és spiritualitás

Emberkép, életmód, életvilág, észjárás, önazonosság, öntudat, mentalitás, világi és vallási értékek, normák.

## Az SFC tevékenységei
- Az SFI kidolgozása [3]
- Nemzetközi együttműködések [4][5][6][7]
- Kutatások a társadalmi jövőképeség területén [8]
- Tudományos és szakmai rendezvények [9]

## Az SFC kiadványai
- Társadalmi jövőképesség – Egy új tudományterület bemutatkozása című kötet [10]
- a Society and Economy folyóirat Social Futuring című angol nyelvű különszáma [8][11]
- magyar és angol nyelvű műhelytanulmányok [8][9]